# Jack Raymond
Jack Raymond (Wimborne Minster, 10 settembre 1886 – Londra, 20 marzo 1953) è stato un regista e attore britannico.

## Biografia
Esordì come attore poco prima della prima guerra mondiale nel film A Detective for a Day.  Nel 1921 diresse il suo primo film e gradualmente abbandonò la recitazione per concentrarsi completamente sulla regia, realizzando più di quaranta film prima di morire nel 1953. Era associato agli Hepworth Studios di Walton-on-Thames poiché il suo ritratto appare su una cartolina pubblicitaria dello studio quando probabilmente aveva poco più di vent'anni. Ebbe successo nel 1930 con The Great Game, uno dei primi film dedicati al calcio, seguito un anno dopo da Up for the Cup che venne rifatto nel 1950.

## Filmografia

### Regista
- The Curse of Westacott (1921, codiretto da Fred Paul)
- A Woman Misunderstood (1921, codiretto da Fred Paul)
- Barbara Elopes (1921, codiretto da Fred Paul)
- Second to None (1926)
- The Greater War (1926)
- Somehow Good (1927)
- Zero (1928)
- A Peep Behind the Scenes (1929)
- Splinters (1929)
- French Leave (1930)
- The Great Game (1930)
- Tilly of Bloomsbury (1931)
- The Speckled Band (1931)
- Almost a Divorce (1931, codiretto da Arthur Varney)
- Up for the Cup (1931)
- Mischief (1931)
- Life Goes On  (1932)
- Say It with Music  (1932)
- It's a King  (1933)
- Just My Luck  (1933)
- Night of the Garter  (1933)
- Padre (1933)
- Girls Please! (1934)
- Up to the Neck (1934)
- The King of Paris (1934)
- The Hope of His Side (1935)
- Come Out of the Pantry (1935)
- When Knights Were Bold (1936)
- Lo scafandro infernale (1937)
- Via della taverna 23 (1937)
- No Parking (1938)
- Napoleone e Giuseppina Beauharnais (1938)
- Blondes for Danger (1938)
- The Mind of Mr. Reeder (1939)
- The Missing People (1939)
- You Will Remember (1941)
- Berries (1943)
- Bicycle Made for Two (1943)
- Censorship of Prisoners' Mail (1943)
- Paper Chase (1943)
- Spey Salmon (1943)
- Up for the Cup (1950)
- Worm's Eye View (1951)
- Take Me to Paris (1951)
- Reluctant Heroes (1952)
- Little Big Shot (1952)